# Saison 2019-2020 des Pacers de l'Indiana
La saison 2019-2020 des Pacers de l'Indiana est la 53e saison de la franchise et la 44e saison au sein de la National Basketball Association (NBA)..
La saison est marquée par la première sélection de Domantas Sabonis pour le NBA All-Star Game 2020, et le retour à la compétition de Victor Oladipo, le 30 janvier 2020 après un an d'absence.
La saison a été suspendue par les officiels de la ligue après les matchs du 11 mars  après l'annonce que Rudy Gobert était positif au COVID-19. Le 12 mars 2020, le président de la ligue Adam Silver annonce que le championnat est arrêté pour "au moins 30 jours". La franchise reprend la saison régulière le 31 juillet 2020, à Orlando.
Lors des playoffs, les Pacers sont éliminés au premier tour par le Heat de Miami, en quatre matchs. À l'issue de la série éliminatoire, Nate McMillan est limogé de son poste d'entraîneur.

## Draft
| Tour | Choix | Joueur           | Poste | Nationalité | Provenance             |
| ---- | ----- | ---------------- | ----- | ----------- | ---------------------- |
| 1    | 18    | Goga Bitadze     | C     | Géorgie     | KK Budućnost Podgorica |
| 2    | 50    | Jarrell Brantley | PF    | États-Unis  | Cougars de Charleston  |

## Matchs

### Summer League
| Summer League Total : 1-4 |

| Match | Date match | Équipe        | Score    | Meilleur marqueur  | Meilleur rebondeur | Meilleur passeur  | Lieux Spectateurs    | Série |
| ----- | ---------- | ------------- | -------- | ------------------ | ------------------ | ----------------- | -------------------- | ----- |
| 1     | 6 juillet  | Memphis       | D 75-101 | Aaron Holiday (24) | Alize Johnson (6)  | Aaron Holiday (5) | Cox Pavilion         | 0 - 1 |
| 2     | 8 juillet  | Détroit       | D 84-102 | Aaron Holiday (20) | Alize Johnson (10) | Brian Bowen (5)   | Cox Pavilion         | 0 - 2 |
| 3     | 9 juillet  | Atlanta       | D 67-87  | Alize Johnson (18) | Alize Johnson (10) | Shawn Alston (4)  | Thomas & Mack Center | 0 - 3 |
| 4     | 11 juillet | Toronto       | D 79-94  | Aaron Holiday (23) | Alize Johnson (9)  | Alize Johnson (5) | Cox Pavilion         | 0 - 4 |
| 5     | 12 juillet | L.A. Clippers | V 86-75  | Alize Johnson (25) | Alize Johnson (13) | Cody Demps (4)    | Thomas & Mack Center | 1 - 4 |

### Pré-saison
| Pré-saison Total : 3-1 (Domicile : 2-1; Extérieur : 1-0) |

| Match | Date match | Équipe       | Score          | Meilleur marqueur       | Meilleur rebondeur    | Meilleur passeur     | Lieux                   | Série |
| ----- | ---------- | ------------ | -------------- | ----------------------- | --------------------- | -------------------- | ----------------------- | ----- |
| 1     | 4 octobre  | @ Sacramento | V 132-131 (OT) | T. J. Warren (30)       | Myles Turner (13)     | Malcolm Brogdon (14) | Dome at NSCI            | 1 - 0 |
| 2     | 5 octobre  | Sacramento   | V 130-106      | Alize Johnson (17)      | Alize Johnson (8)     | T. J. McConnell (8)  | Dome at NSCI            | 2 - 0 |
| 3     | 11 octobre | Chicago      | V 105-87       | T. J. Warren (17)       | Domantas Sabonis (14) | Jeremy Lamb (5)      | Bankers Life Fieldhouse | 3 - 0 |
| 4     | 15 octobre | Minnesota    | D 111-119      | Bitadze, McDermott (14) | Domantas Sabonis (13) | T. J. McConnell (8)  | Bankers Life Fieldhouse | 3 - 1 |

### Matchs de préparation à Orlando avant la reprise de la saison régulière
| Matchs de préparation Total : 2-1 |

| Match | Date match | Équipe      | Score     | Meilleur marqueur   | Meilleur rebondeur | Meilleur passeur       | Lieux          | Série |
| ----- | ---------- | ----------- | --------- | ------------------- | ------------------ | ---------------------- | -------------- | ----- |
| 1     | 23 juillet | Portland    | V 91-88   | Justin Holiday (16) | T. J. Leaf (11)    | T. J. McConnell (6)    | HP Field House | 1 - 0 |
| 2     | 26 juillet | Dallas      | V 118-111 | T. J. Warren (20)   | Myles Turner (8)   | Brogdon, McConnell (6) | HP Field House | 2 - 0 |
| 3     | 28 juillet | San Antonio | D 111-118 | Myles Turner (17)   | Myles Turner (10)  | T. J. McConnell (11)   | HP Field House | 2 - 1 |

### Saison régulière
| Saison régulière Total : 45-28 (Domicile : 25-12; Extérieur : 20-16) |

| Match | Date match | Équipe      | Score     | Meilleur marqueur     | Meilleur rebondeur    | Meilleur passeur     | Lieux                   | Série |
| ----- | ---------- | ----------- | --------- | --------------------- | --------------------- | -------------------- | ----------------------- | ----- |
| 1     | 23 octobre | Détroit     | D 110-119 | Domantas Sabonis (27) | Domantas Sabonis (13) | Malcolm Brogdon (11) | Bankers Life Fieldhouse | 0 - 1 |
| 2     | 26 octobre | @ Cleveland | D 99-110  | Malcolm Brogdon (30)  | Myles Turner (11)     | Malcolm Brogdon (10) | Quicken Loans Arena     | 0 - 2 |
| 3     | 28 octobre | @ Détroit   | D 94-96   | Domantas Sabonis (21) | Domantas Sabonis (14) | Malcolm Brogdon (11) | Little Caesars Arena    | 0 - 3 |
| 4     | 30 octobre | @ Brooklyn  | V 118-108 | Domantas Sabonis (29) | Brogdon, Sabonis (8)  | Malcolm Brogdon (13) | Barclays Center         | 1 - 3 |

| Match | Date match   | Équipe         | Score          | Meilleur marqueur       | Meilleur rebondeur    | Meilleur passeur       | Lieux                   | Série  |
| ----- | ------------ | -------------- | -------------- | ----------------------- | --------------------- | ---------------------- | ----------------------- | ------ |
| 5     | 1er novembre | Cleveland      | V 102-95       | Malcolm Brogdon (25)    | Domantas Sabonis (17) | Brogdon, McConnell (6) | Bankers Life Fieldhouse | 2 - 3  |
| 6     | 3 novembre   | Chicago        | V 108-95       | T. J. McConnell (26)    | T. J. Leaf (15)       | Malcolm Brogdon (7)    | Bankers Life Fieldhouse | 3 - 3  |
| 7     | 5 novembre   | @ Charlotte    | D 120-122 (OT) | T. J. Warren (33)       | Goga Bitadze (11)     | Malcolm Brogdon (8)    | Spectrum Center         | 3 - 4  |
| 8     | 6 novembre   | Washington     | V 121-106      | T. J. Warren (21)       | Domantas Sabonis (17) | Malcolm Brogdon (13)   | Bankers Life Fieldhouse | 4 - 4  |
| 9     | 8 novembre   | Détroit        | V 112-106      | Trois joueurs (21)      | Domantas Sabonis (14) | T. J. McConnell (9)    | Bankers Life Fieldhouse | 5 - 4  |
| 10    | 10 novembre  | @ Orlando      | V 109-102      | Domantas Sabonis (21)   | Domantas Sabonis (16) | Brogdon, McConnell (8) | Amway Center            | 6 - 4  |
| 11    | 12 novembre  | Oklahoma City  | V 111-85       | T. J. Warren (23)       | Domantas Sabonis (16) | Malcolm Brogdon (5)    | Bankers Life Fieldhouse | 7 - 4  |
| 12    | 15 novembre  | @ Houston      | D 102-111      | McDermott, Sabonis (18) | Domantas Sabonis (13) | T. J. McConnell (7)    | Toyota Center           | 7 - 5  |
| 13    | 16 novembre  | Milwaukee      | D 83-102       | Myles Turner (16)       | Domantas Sabonis (14) | Aaron Holiday (5)      | Bankers Life Fieldhouse | 7 - 6  |
| 14    | 18 novembre  | @ Brooklyn     | V 115-86       | Aaron Holiday (24)      | Domantas Sabonis (18) | Aaron Holiday (13)     | Barclays Center         | 8 - 6  |
| 15    | 23 novembre  | Orlando        | V 111-106      | Domantas Sabonis (25)   | Domantas Sabonis (9)  | T. J. McConnell (7)    | Bankers Life Fieldhouse | 9 - 6  |
| 16    | 25 novembre  | Memphis        | V 126-114      | T. J. Warren (26)       | Domantas Sabonis (13) | Malcolm Brogdon (8)    | Bankers Life Fieldhouse | 10 - 6 |
| 17    | 28 novembre  | Utah           | V 121-102      | Sabonis, Warren (23)    | Domantas Sabonis (12) | Malcolm Brogdon (8)    | Bankers Life Fieldhouse | 11 - 6 |
| 18    | 29 novembre  | Atlanta        | V 105-104 (OT) | Jeremy Lamb (20)        | Domantas Sabonis (12) | Malcolm Brogdon (7)    | Bankers Life Fieldhouse | 12 - 6 |
| 19    | 30 novembre  | @ Philadelphie | D 116-119      | T. J. Warren (29)       | Domantas Sabonis (10) | Malcolm Brogdon (6)    | Wells Fargo Center      | 12 - 7 |

| Match | Date match  | Équipe                | Score          | Meilleur marqueur     | Meilleur rebondeur    | Meilleur passeur     | Lieux                   | Série   |
| ----- | ----------- | --------------------- | -------------- | --------------------- | --------------------- | -------------------- | ----------------------- | ------- |
| 20    | 2 décembre  | @ Memphis             | V 117-104      | Malcolm Brogdon (19)  | Domantas Sabonis (14) | Malcolm Brogdon (9)  | FedExForum              | 13 - 7  |
| 21    | 4 décembre  | @ Oklahoma City       | V 107-100      | T. J. Warren (24)     | Domantas Sabonis (13) | T. J. McConnell (8)  | Chesapeake Energy Arena | 14 - 7  |
| 22    | 6 décembre  | @ Détroit             | D 101-108      | T. J. Warren (26)     | Domantas Sabonis (13) | Brogdon, Sabonis (5) | Little Caesars Arena    | 14 - 8  |
| 23    | 7 décembre  | @ New York            | V 104-103      | T. J. Warren (25)     | Domantas Sabonis (15) | T. J. McConnell (11) | Madison Square Garden   | 15 - 8  |
| 24    | 9 décembre  | L.A. Clippers         | D 99-110       | Malcolm Brogdon (20)  | Domantas Sabonis (22) | Domantas Sabonis (4) | Bankers Life Fieldhouse | 15 - 9  |
| 25    | 11 décembre | Boston                | V 122-117      | Malcolm Brogdon (29)  | Domantas Sabonis (14) | Brogdon, Sabonis (8) | Bankers Life Fieldhouse | 16 - 9  |
| 26    | 13 décembre | @ Atlanta             | V 110-100      | Malcolm Brogdon (19)  | Domantas Sabonis (14) | Malcolm Brogdon (12) | State Farm Arena        | 17 - 9  |
| 27    | 15 décembre | Charlotte             | V 107-85       | Aaron Holiday (23)    | Domantas Sabonis (12) | T. J. McConnell (8)  | Bankers Life Fieldhouse | 18 - 9  |
| 28    | 17 décembre | L.A. Lakers           | V 105-102      | Domantas Sabonis (26) | Domantas Sabonis (10) | Malcolm Brogdon (6)  | Bankers Life Fieldhouse | 19 - 9  |
| 29    | 20 décembre | Sacramento            | V 119-105      | T. J. Warren (23)     | Domantas Sabonis (9)  | T. J. McConnell (8)  | Bankers Life Fieldhouse | 20 - 9  |
| 30    | 22 décembre | @ Milwaukee           | D 89-117       | Domantas Sabonis (19) | Domantas Sabonis (18) | Malcolm Brogdon (10) | Fiserv Forum            | 20 - 10 |
| 31    | 23 décembre | Toronto               | V 120-115 (OT) | Myles Turner (24)     | Domantas Sabonis (17) | Aaron Holiday (10)   | Bankers Life Fieldhouse | 21 - 10 |
| 32    | 27 décembre | @ Miami               | D 112-113      | Aaron Holiday (17)    | Domantas Sabonis (7)  | Aaron Holiday (9)    | American Airlines Arena | 21 - 11 |
| 33    | 28 décembre | @ La Nouvelle-Orléans | D 98-120       | Aaron Holiday (25)    | Domantas Sabonis (16) | T. J. McConnell (6)  | Smoothie King Center    | 21 - 12 |
| 34    | 31 décembre | Philadelphie          | V 115-97       | Domantas Sabonis (23) | Domantas Sabonis (10) | T. J. McConnell (10) | Bankers Life Fieldhouse | 22 - 12 |

| Match | Date match | Équipe         | Score          | Meilleur marqueur     | Meilleur rebondeur    | Meilleur passeur       | Lieux                      | Série   |
| ----- | ---------- | -------------- | -------------- | --------------------- | --------------------- | ---------------------- | -------------------------- | ------- |
| 35    | 2 janvier  | Denver         | D 116-124      | Jeremy Lamb (30)      | Domantas Sabonis (9)  | Aaron Holiday (10)     | Bankers Life Fieldhouse    | 22 - 13 |
| 36    | 4 janvier  | @ Atlanta      | D 111-116      | Domantas Sabonis (25) | Domantas Sabonis (11) | Aaron Holiday (6)      | State Farm Arena           | 22 - 14 |
| 37    | 6 janvier  | @ Charlotte    | V 115-104      | T. J. Warren (36)     | Domantas Sabonis (12) | McConnell, Sabonis (7) | Spectrum Center            | 23 - 14 |
| 38    | 8 janvier  | Miami          | D 108-122      | Domantas Sabonis (27) | Domantas Sabonis (14) | Domantas Sabonis (6)   | Bankers Life Fieldhouse    | 23 - 15 |
| 39    | 10 janvier | @ Chicago      | V 116-105      | Myles Turner (27)     | Myles Turner (14)     | Aaron Holiday (8)      | United Center              | 24 - 15 |
| 40    | 13 janvier | Philadelphie   | V 101-95       | Brogdon, Warren (21)  | Domantas Sabonis (16) | Malcolm Brogdon (9)    | Bankers Life Fieldhouse    | 25 - 15 |
| 41    | 15 janvier | @ Minnesota    | V 104-99       | Domantas Sabonis (29) | Domantas Sabonis (13) | T. J. McConnell (8)    | Target Center              | 26 - 15 |
| 42    | 17 janvier | Minnesota      | V 116-114      | T. J. Warren (28)     | Doug McDermott (8)    | Malcolm Brogdon (10)   | Bankers Life Fieldhouse    | 27 - 15 |
| 43    | 19 janvier | @ Denver       | V 115-107      | Doug McDermott (24)   | Domantas Sabonis (15) | Domantas Sabonis (10)  | Pepsi Center               | 28 - 15 |
| 44    | 20 janvier | @ Utah         | D 88-118       | Holiday, Turner (12)  | Domantas Sabonis (8)  | T. J. McConnell (10)   | Vivint Smart Home Arena    | 28 - 16 |
| 45    | 22 janvier | @ Phoenix      | V 112-87       | T. J. Warren (25)     | Domantas Sabonis (13) | T. J. McConnell (11)   | Talking Stick Resort Arena | 29 - 16 |
| 46    | 24 janvier | @ Golden State | V 129-118      | T. J. Warren (33)     | Domantas Sabonis (10) | McConnell, Sabonis (8) | Chase Center               | 30 - 16 |
| 47    | 26 janvier | @ Portland     | D 129-139      | Jeremy Lamb (28)      | Domantas Sabonis (14) | Domantas Sabonis (11)  | Moda Center                | 30 - 17 |
| 48    | 29 janvier | Chicago        | V 115-106 (OT) | T. J. Warren (25)     | Domantas Sabonis (11) | Malcolm Brogdon (9)    | Bankers Life Fieldhouse    | 31 - 17 |

| Match                  | Date match  | Équipe              | Score     | Meilleur marqueur     | Meilleur rebondeur    | Meilleur passeur      | Lieux                      | Série   |
| ---------------------- | ----------- | ------------------- | --------- | --------------------- | --------------------- | --------------------- | -------------------------- | ------- |
| 49                     | 1er février | New York            | D 85-92   | Domantas Sabonis (25) | Domantas Sabonis (8)  | Malcolm Brogdon (12)  | Bankers Life Fieldhouse    | 31 - 18 |
| 50                     | 3 février   | Dallas              | D 103-112 | Domantas Sabonis (26) | Domantas Sabonis (12) | Domantas Sabonis (9)  | Bankers Life Fieldhouse    | 31 - 19 |
| 51                     | 5 février   | @ Toronto           | D 118-119 | Malcolm Brogdon (24)  | Domantas Sabonis (11) | Domantas Sabonis (10) | Scotiabank Arena           | 31 - 20 |
| 52                     | 7 février   | Toronto             | D 106-115 | Domantas Sabonis (19) | Domantas Sabonis (16) | Malcolm Brogdon (8)   | Bankers Life Fieldhouse    | 31 - 21 |
| 53                     | 8 février   | La Nouvelle-Orléans | D 117-124 | Jeremy Lamb (26)      | Trois joueurs (8)     | Brogdon, Sabonis (6)  | Bankers Life Fieldhouse    | 31 - 22 |
| 54                     | 10 février  | Brooklyn            | D 105-106 | Domantas Sabonis (23) | Domantas Sabonis (10) | Domantas Sabonis (11) | Bankers Life Fieldhouse    | 31 - 23 |
| 55                     | 12 février  | Milwaukee           | V 118-111 | T. J. Warren (35)     | Myles Turner (10)     | Malcolm Brogdon (13)  | Bankers Life Fieldhouse    | 32 - 23 |
| NBA All-Star Game 2020 |             |                     |           |                       |                       |                       |                            |         |
| 56                     | 21 février  | @ New York          | V 106-98  | T. J. Warren (27)     | Domantas Sabonis (13) | Malcolm Brogdon (6)   | Madison Square Garden      | 33 - 23 |
| 57                     | 23 février  | @ Toronto           | D 81-127  | Holiday, Sabonis (14) | Domantas Sabonis (11) | Aaron Holiday (6)     | Scotiabank Arena           | 33 - 24 |
| 58                     | 25 février  | Charlotte           | V 119-80  | Domantas Sabonis (21) | Domantas Sabonis (15) | Domantas Sabonis (9)  | Bankers Life Fieldhouse    | 34 - 24 |
| 59                     | 27 février  | Portland            | V 106-100 | Domantas Sabonis (20) | Domantas Sabonis (11) | Malcolm Brogdon (8)   | Bankers Life Fieldhouse    | 35 - 24 |
| 60                     | 29 février  | @ Cleveland         | V 113-104 | T. J. Warren (30)     | Domantas Sabonis (13) | Domantas Sabonis (9)  | Rocket Mortgage FieldHouse | 36 - 24 |

| Match | Date match | Équipe        | Score     | Meilleur marqueur     | Meilleur rebondeur    | Meilleur passeur     | Lieux                    | Série   |
| ----- | ---------- | ------------- | --------- | --------------------- | --------------------- | -------------------- | ------------------------ | ------- |
| 61    | 2 mars     | @ San Antonio | V 116-111 | Malcolm Brogdon (26)  | Domantas Sabonis (11) | Malcolm Brogdon (7)  | AT&T Center              | 37 - 24 |
| 62    | 4 mars     | @ Milwaukee   | D 100-119 | T. J. Warren (18)     | Domantas Sabonis (10) | Domantas Sabonis (7) | Fiserv Forum             | 37 - 25 |
| 63    | 6 mars     | @ Chicago     | V 108-102 | Domantas Sabonis (24) | Domantas Sabonis (12) | Edmond Sumner (5)    | United Center            | 38 - 25 |
| 64    | 8 mars     | @ Dallas      | V 112-109 | Domantas Sabonis (20) | Domantas Sabonis (17) | Victor Oladipo (7)   | American Airlines Center | 39 - 25 |
| 65    | 10 mars    | Boston        | D 111-114 | Domantas Sabonis (28) | Domantas Sabonis (9)  | Domantas Sabonis (8) | Bankers Life Fieldhouse  | 39 - 26 |

| Match | Date match | Équipe          | Score | Meilleur marqueur | Meilleur rebondeur | Meilleur passeur | Lieux                   | Série |
| ----- | ---------- | --------------- | ----- | ----------------- | ------------------ | ---------------- | ----------------------- | ----- |
| -     | Annulé     | @ Philadelphie  |       |                   |                    |                  | Wells Fargo Center      | -     |
| -     | Annulé     | Golden State    |       |                   |                    |                  | Bankers Life Fieldhouse | -     |
| -     | Annulé     | Miami           |       |                   |                    |                  | Bankers Life Fieldhouse | -     |
| -     | Annulé     | Cleveland       |       |                   |                    |                  | Bankers Life Fieldhouse | -     |
| -     | Annulé     | Phoenix         |       |                   |                    |                  | Bankers Life Fieldhouse | -     |
| -     | Annulé     | @ Orlando       |       |                   |                    |                  | Amway Center            | -     |
| -     | Annulé     | Houston         |       |                   |                    |                  | Bankers Life Fieldhouse | -     |
| -     | Annulé     | @ Sacramento    |       |                   |                    |                  | Golden 1 Center         | -     |
| -     | Annulé     | @ L.A. Clippers |       |                   |                    |                  | Staples Center          | -     |
| -     | Annulé     | @ L.A. Lakers   |       |                   |                    |                  | Staples Center          | -     |
| -     | Annulé     | Brooklyn        |       |                   |                    |                  | Bankers Life Fieldhouse | -     |
| -     | Annulé     | Washington      |       |                   |                    |                  | Bankers Life Fieldhouse | -     |
| -     | Annulé     | @ Miami         |       |                   |                    |                  | American Airlines Arena | -     |
| -     | Annulé     | @ Boston        |       |                   |                    |                  | TD Garden               | -     |
| -     | Annulé     | Orlando         |       |                   |                    |                  | Bankers Life Fieldhouse | -     |
| -     | Annulé     | San Antonio     |       |                   |                    |                  | Bankers Life Fieldhouse | -     |
| -     | Annulé     | @ Washington    |       |                   |                    |                  | Capital One Arena       | -     |

| Match | Date match | Équipe       | Score     | Meilleur marqueur    | Meilleur rebondeur   | Meilleur passeur    | Lieux                | Série   |
| ----- | ---------- | ------------ | --------- | -------------------- | -------------------- | ------------------- | -------------------- | ------- |
| 66    | 1er août   | Philadelphie | V 127-121 | T. J. Warren (53)    | Victor Oladipo (7)   | Aaron Holiday (10)  | VISA Athletic Center | 40 - 26 |
| 67    | 3 août     | @ Washington | V 111-100 | T. J. Warren (34)    | T. J. Warren (11)    | Malcolm Brogdon (6) | VISA Athletic Center | 41 - 26 |
| 68    | 4 août     | Orlando      | V 120-109 | T. J. Warren (32)    | Myles Turner (6)     | Malcolm Brogdon (8) | VISA Athletic Center | 42 - 26 |
| 69    | 6 août     | @ Phoenix    | D 99-114  | Malcolm Brogdon (25) | T. J. Warren (11)    | Malcolm Brogdon (6) | VISA Athletic Center | 42 - 27 |
| 70    | 8 août     | L.A. Lakers  | V 116-111 | T. J. Warren (39)    | Oladipo, Sampson (7) | Aaron Holiday (7)   | The Field House      | 43 - 27 |
| 71    | 10 août    | @ Miami      | D 92-114  | Victor Oladipo (14)  | Malcolm Brogdon (8)  | Malcolm Brogdon (6) | VISA Athletic Center | 43 - 28 |
| 72    | 12 août    | @ Houston    | V 108-104 | Holiday, Turner (18) | Myles Turner (12)    | T. J. McConnell (7) | AdventHealth Arena   | 44 - 28 |
| 73    | 14 août    | Miami        | V 109-92  | Doug McDermott (23)  | Alize Johnson (17)   | T. J. McConnell (8) | AdventHealth Arena   | 45 - 28 |

### Playoffs
| Playoffs Total : 0-4 (Domicile : 0-2; Extérieur : 0-2) |

| Match | Date match | Équipe  | Score     | Meilleur marqueur    | Meilleur rebondeur | Meilleur passeur     | Lieux              | Série |
| ----- | ---------- | ------- | --------- | -------------------- | ------------------ | -------------------- | ------------------ | ----- |
| 1     | 18 août    | Miami   | D 101-113 | T. J. Warren (22)    | Myles Turner (9)   | Malcolm Brogdon (10) | AdventHealth Arena | 0 - 1 |
| 2     | 20 août    | Miami   | D 100-109 | Victor Oladipo (22)  | Myles Turner (8)   | Malcolm Brogdon (9)  | AdventHealth Arena | 0 - 2 |
| 3     | 22 août    | @ Miami | D 115-124 | Malcolm Brogdon (34) | Myles Turner (12)  | Malcolm Brogdon (14) | AdventHealth Arena | 0 - 3 |
| 4     | 24 août    | @ Miami | D 87-99   | Victor Oladipo (25)  | Myles Turner (14)  | Malcolm Brogdon (7)  | AdventHealth Arena | 0 - 4 |

### Confrontations en saison régulière
| Conférence Est      | Conférence Est                              | Conférence Est                              | Conférence Est                              | Conférence Est                              | Conférence Ouest                            | Conférence Ouest                            | Conférence Ouest                            |
| Division Atlantique | Division Atlantique                         | Division Atlantique                         | Division Atlantique                         | Division Atlantique                         | Division Nord-Ouest                         | Division Nord-Ouest                         | Division Nord-Ouest                         |
| Équipe              | Domicile                                    | Domicile                                    | Extérieur                                   | Extérieur                                   | Équipe                                      | Domicile                                    | Extérieur                                   |
| ------------------- | ------------------------------------------- | ------------------------------------------- | ------------------------------------------- | ------------------------------------------- | ------------------------------------------- | ------------------------------------------- | ------------------------------------------- |
| Boston              | 122-117                                     | 111-114                                     |                                             |                                             | Denver                                      | 116-124                                     | 115-107                                     |
| Brooklyn            | 105-106                                     |                                             | 118-108                                     | 115-86                                      | Minnesota                                   | 116-114                                     | 104-99                                      |
| New York            | 85-92                                       |                                             | 104-103                                     | 106-98                                      | Oklahoma City                               | 111-85                                      | 107-100                                     |
| Philadelphie        | 115-97                                      | 101-95                                      | 116-119                                     |                                             | Portland                                    | 106-100                                     | 129-139                                     |
| Toronto             | 120-115 (OT)                                | 106-115                                     | 118-119                                     | 81-127                                      | Utah                                        | 121-102                                     | 88-118                                      |
| Matchs à Orlando    |                                             |                                             |                                             |                                             |                                             |                                             |                                             |
| Philadelphie        | 127-121                                     |                                             |                                             |                                             |                                             |                                             |                                             |
|                     | 5–4                                         | 5–4                                         | 4–3                                         | 4–3                                         |                                             | 4–1                                         | 3–2                                         |
| Division            | 9–7                                         | 9–7                                         | 9–7                                         | 9–7                                         | Division                                    | 7–3                                         | 7–3                                         |
| Division Centrale   | Division Centrale                           | Division Centrale                           | Division Centrale                           | Division Centrale                           | Division Pacifique                          | Division Pacifique                          | Division Pacifique                          |
| Équipe              | Domicile                                    | Domicile                                    | Extérieur                                   | Extérieur                                   | Équipe                                      | Domicile                                    | Extérieur                                   |
| Chicago             | 108-95                                      | 115-106 (OT)                                | 116-105                                     | 108-102                                     | Golden State                                |                                             | 129-118                                     |
| Cleveland           | 102-95                                      |                                             | 99-110                                      | 113-104                                     | L.A. Clippers                               | 99-110                                      |                                             |
| Detroit             | 110-119                                     | 112-106                                     | 94-96                                       | 101-108                                     | L.A. Lakers                                 | 105-102                                     |                                             |
|                     |                                             |                                             |                                             |                                             | Phoenix                                     |                                             | 112-87                                      |
| Milwaukee           | 83-102                                      | 118-111                                     | 89-117                                      | 100-119                                     | Sacramento                                  | 119-105                                     |                                             |
| Matchs à Orlando    |                                             |                                             |                                             |                                             |                                             |                                             |                                             |
|                     |                                             |                                             |                                             |                                             | L.A. Lakers                                 | 116-111                                     |                                             |
|                     |                                             |                                             |                                             |                                             | Phoenix                                     |                                             | 99-114                                      |
|                     | 5–2                                         | 5–2                                         | 3–5                                         | 3–5                                         |                                             | 3–1                                         | 2–1                                         |
| Division            | 8–7                                         | 8–7                                         | 8–7                                         | 8–7                                         | Division                                    | 5–2                                         | 5–2                                         |
| Division Sud-Est    | Division Sud-Est                            | Division Sud-Est                            | Division Sud-Est                            | Division Sud-Est                            | Division Sud-Ouest                          | Division Sud-Ouest                          | Division Sud-Ouest                          |
| Équipe              | Domicile                                    | Domicile                                    | Extérieur                                   | Extérieur                                   | Équipe                                      | Domicile                                    | Extérieur                                   |
| Atlanta             | 105-104 (OT)                                |                                             | 110-100                                     | 111-116                                     | Dallas                                      | 103-112                                     | 112-109                                     |
| Charlotte           | 107-85                                      | 119-80                                      | 120-122 (OT)                                | 115-104                                     | Houston                                     |                                             | 102-111                                     |
| Miami               | 108-122                                     |                                             | 112-113                                     |                                             | Memphis                                     | 126-114                                     | 117-104                                     |
| Orlando             | 111-106                                     |                                             | 109-102                                     |                                             | New Orleans                                 | 117-124                                     | 98-120                                      |
| Washington          | 121-106                                     |                                             |                                             |                                             | San Antonio                                 |                                             | 116-111                                     |
| Matchs à Orlando    |                                             |                                             |                                             |                                             |                                             |                                             |                                             |
| Miami               | 109-92                                      |                                             | 92-114                                      |                                             | Houston                                     |                                             | 108-104                                     |
| Orlando             | 120-109                                     |                                             |                                             |                                             |                                             |                                             |                                             |
| Washington          |                                             |                                             | 111-100                                     |                                             |                                             |                                             |                                             |
|                     | 7–1                                         | 7–1                                         | 4–4                                         | 4–4                                         |                                             | 1–2                                         | 4–2                                         |
| Division            | 11–5                                        | 11–5                                        | 11–5                                        | 11–5                                        | Division                                    | 5–4                                         | 5–4                                         |
| Conférence          | 28–19 (Domicile : 17–7; Extérieur : 11–12)  | 28–19 (Domicile : 17–7; Extérieur : 11–12)  | 28–19 (Domicile : 17–7; Extérieur : 11–12)  | 28–19 (Domicile : 17–7; Extérieur : 11–12)  | Conférence                                  | 17–9 (Domicile : 8–4; Extérieur : 9–5)      | 17–9 (Domicile : 8–4; Extérieur : 9–5)      |
| Total               | 45–28 (Domicile : 25–11; Extérieur : 20–17) | 45–28 (Domicile : 25–11; Extérieur : 20–17) | 45–28 (Domicile : 25–11; Extérieur : 20–17) | 45–28 (Domicile : 25–11; Extérieur : 20–17) | 45–28 (Domicile : 25–11; Extérieur : 20–17) | 45–28 (Domicile : 25–11; Extérieur : 20–17) | 45–28 (Domicile : 25–11; Extérieur : 20–17) |

## Classements de la saison régulière
| Conférence Est | Conférence Est         | Conférence Est | Conférence Est | Conférence Est | Conférence Est | Conférence Est | Conférence Est |
| No             | Franchise              | Vic.           | Déf.           | MJ             | V/D            | GB             |                |
| -------------- | ---------------------- | -------------- | -------------- | -------------- | -------------- | -------------- | -------------- |
| 1              | Bucks de Milwaukee     | 56             | 17             | 73             | .767           | –              |                |
| 2              | Raptors de Toronto     | 53             | 19             | 72             | .736           | 2.5            |                |
| 3              | Celtics de Boston      | 48             | 24             | 72             | .667           | 7.5            |                |
| 4              | Pacers de l'Indiana    | 45             | 28             | 73             | .616           | 11             |                |
| 5              | Heat de Miami          | 44             | 29             | 73             | .603           | 12             |                |
| 6              | 76ers de Philadelphie  | 43             | 30             | 73             | .589           | 13             |                |
| 7              | Nets de Brooklyn       | 35             | 37             | 72             | .486           | 20.5           |                |
| 8              | Magic d'Orlando        | 33             | 40             | 73             | .452           | 23             |                |
|                |                        |                |                |                |                |                |                |
| 9              | Wizards de Washington¹ | 25             | 47             | 72             | .347           | 30.5           |                |
| 10             | Hornets de Charlotte   | 23             | 42             | 65             | .354           | 29             |                |
| 11             | Bulls de Chicago       | 22             | 43             | 65             | .338           | 30             |                |
| 12             | Knicks de New York     | 21             | 45             | 66             | .318           | 31.5           |                |
| 13             | Pistons de Détroit     | 20             | 46             | 66             | .303           | 32.5           |                |
| 14             | Hawks d'Atlanta        | 20             | 47             | 67             | .299           | 33             |                |
| 15             | Cavaliers de Cleveland | 19             | 46             | 65             | .292           | 33             |                |

| Division Centrale      | V  | D  | MJ | V/D  | GB   | Dom   | Ext   | Div  |
| ---------------------- | -- | -- | -- | ---- | ---- | ----- | ----- | ---- |
| Bucks de Milwaukee     | 56 | 17 | 73 | .767 | –    | 30–5  | 26–12 | 13–1 |
| Pacers de l'Indiana    | 45 | 28 | 73 | .616 | 11   | 25–11 | 20–17 | 8–7  |
| Bulls de Chicago       | 22 | 43 | 65 | .338 | 30   | 14–20 | 8–23  | 7–9  |
| Pistons de Détroit     | 20 | 46 | 66 | .303 | 32.5 | 11–22 | 9–24  | 5–10 |
| Cavaliers de Cleveland | 19 | 46 | 65 | .292 | 33   | 11–25 | 8–21  | 4–10 |

## Effectif

### Effectif actuel
| Pacers de l'Indiana Effectif actuel                            |    |                        |                      |                        |
| Entraîneur : Nate McMillan                                     |    |                        |                      |                        |
| Pivot                                                          | 88 | Drapeau de la Géorgie  | Goga Bitadze (R)     | KK Budućnost Podgorica |
| Ailier                                                         | 10 | Drapeau des États-Unis | Brian Bowen (R) (TW) | La Lumiere School (en) |
| Meneur / Arrière                                               | 7  | Drapeau des États-Unis | Malcolm Brogdon      | Virginia               |
| Meneur                                                         | 3  | Drapeau des États-Unis | Aaron Holiday        | UCLA                   |
| Arrière / Ailier                                               | 8  | Drapeau des États-Unis | Justin Holiday       | Washington             |
| Ailier / Ailier fort                                           | 24 | Drapeau des États-Unis | Alize Johnson        | Missouri State         |
| Arrière                                                        | 26 | Drapeau des États-Unis | Jeremy Lamb          | Connecticut            |
| Ailier fort                                                    | 22 | /                      | T. J. Leaf           | UCLA                   |
| Meneur                                                         | 9  | Drapeau des États-Unis | T. J. McConnell      | Arizona                |
| Ailier                                                         | 20 | Drapeau des États-Unis | Doug McDermott       | Creighton              |
| Arrière / Meneur                                               | 15 | /                      | Naz Mitrou-Long (TW) | Iowa State             |
| Arrière / Meneur                                               | 4  | Drapeau des États-Unis | Victor Oladipo       | Indiana                |
| Ailier fort / Pivot                                            | 11 | Drapeau de la Lituanie | Domantas Sabonis     | Gonzaga                |
| Ailier / Ailier fort                                           | 14 | Drapeau des États-Unis | JaKarr Sampson       | Saint John             |
| Meneur / Arrière                                               | 5  | Drapeau des États-Unis | Edmond Sumner        | Xavier                 |
| Pivot                                                          | 33 | Drapeau des États-Unis | Myles Turner         | Texas                  |
| Ailier                                                         | 1  | Drapeau des États-Unis | T. J. Warren         | North Carolina State   |
| (C) - Capitaine, (R) - Rookie, (TW) - Two-way contract, Blessé |    |                        |                      |                        |

## Récompenses durant la saison
| Date       | Joueur           | Récompense                          |
| ---------- | ---------------- | ----------------------------------- |
| 16 février | Domantas Sabonis | ☆ All-Star 2020 ☆                   |
| 3 décembre | Malcolm Brogdon  | J. Walter Kennedy Citizenship Award |

## Transactions
Le détail des différents contrats signés par l'équipe est disponible dans la section supérieure des contrats des joueurs, avec les montants des salaires.

### Échanges
| Juin                       | Juin | Juin | Juin  |
| -------------------------- | --- | --- | ----- |
| 20 juin (Jour de la Draft) | Echange à trois équipes | Echange à trois équipes | [ 7 ] |
| 20 juin (Jour de la Draft) | Vers les Pacers de l'Indiana - Second tour de draft 2021 (De Utah) - Compensation financière de 1 000 000 $ (De Utah)                                                         | Vers le Jazz de l'Utah - Droits sur Jarrell Brantley (#50) (D'Indiana) - Droits sur Miye Oni (#58) (De Golden State)              | [ 7 ] |
| 20 juin (Jour de la Draft) | Vers les Warriors de Golden State - Compensation financière de 2 000 000 $ (De Utah)                                                                                          | | [ 7 ] |
| Juillet                    | | |       |
| 6 juillet                  | Vers les Pacers de l'Indiana - Malcolm Brogdon (sign and trade) | Vers les Milwaukee Bucks - Premier tour de draft 2020 (protégé) - Second tour de draft 2021 (protégé) - Second tour de draft 2025 | [ 8 ] |
| 6 juillet                  | Echange à trois équipes | Echange à trois équipes | [ 9 ] |
| 6 juillet                  | Vers les Pacers de l'Indiana - T. J. Warren (De Phoenix) - Second tour de draft 2022 (De Miami) - Second tour de draft 2025 (De Miami) - Second tour de draft 2026 (De Miami) | Vers les Suns de Phoenix - Compensation financière de 1 100 000 $ (D'Indiana)                                                     | [ 9 ] |
| 6 juillet                  | Vers le Heat de Miami - Droits sur KZ Okpala (#32) (De Phoenix) | | [ 9 ] |

### Joueurs qui re-signent
| Date       | Joueur        |
| ---------- | ------------- |
| 01/07/2019 | C. J. Wilcox  |
| 29/07/2019 | Edmond Sumner |

### Options dans les contrats
| Date       | Joueur        | Option                                                                      |
| ---------- | ------------- | --------------------------------------------------------------------------- |
| 10/10/2019 | Aaron Holiday | Indiana active son option d'équipe de 2 345 640 $ pour la saison 2020-2021. |
| 10/10/2019 | T. J. Leaf    | Indiana active son option d'équipe de 4 326 825 $ pour la saison 2020-2021. |

### Changement d’entraîneur
| Date       | Ancien entraîneur | Raison départ | Date de signature | Nouvel entraîneur | Provenance |
| ---------- | ----------------- | ------------- | ----------------- | ----------------- | ---------- |
| 26/08/2020 | Nate McMillan     | Licencié      |                   |                   |            |

## Arrivées

### Draft
| Date       | Joueur             | Provenance             |
| ---------- | ------------------ | ---------------------- |
| 15/07/2019 | Goga Bitadze (#18) | KK Budućnost Podgorica |

### Agents libres
| Date       | Joueur          | Provenance                          |
| ---------- | --------------- | ----------------------------------- |
| 01/07/2019 | JaKeenan Gant   | Rajin' Cajuns de Louisiana (NCAA)   |
| 06/07/2019 | Malcolm Brogdon | Bucks de Milwaukee (Sign-and-Trade) |
| 07/07/2019 | Jeremy Lamb     | Hornets de Charlotte                |
| 29/07/2019 | T. J. McConnell | 76ers de Philadelphie               |
| 31/07/2019 | Justin Holiday  | Grizzlies de Memphis                |
| 02/08/2019 | JaKarr Sampson  | Bulls de Chicago                    |
| 03/09/2019 | Amida Brimah    | Spurs d'Austin (G-League)           |
| 10/10/2019 | Walt Lemon Jr.  | Bulls de Chicago                    |
| 17/10/2019 | Stephan Hicks   | Mad Ants de Fort Wayne (G-League)   |

### Two-way contracts
| Date       | Joueur          | Provenance     |
| ---------- | --------------- | -------------- |
| 01/07/2019 | Brian Bowen     | Sydney Kings   |
| 31/07/2019 | Naz Mitrou-Long | Jazz de l'Utah |

## Départs

### Agents libres
| Date       | Joueur           | Nouvelle équipe¹      |
| ---------- | ---------------- | --------------------- |
| 28/06/2019 | Darren Collison  | Retraite              |
| 01/07/2019 | Bojan Bogdanović | Jazz de l'Utah        |
| 01/07/2019 | Cory Joseph      | Kings de Sacramento   |
| 01/07/2019 | Wesley Matthews  | Bucks de Milwaukee    |
| 01/07/2019 | Kyle O'Quinn     | 76ers de Philadelphie |
| 01/07/2019 | Davon Reed       | Heat de Miami         |
| 01/07/2019 | Thaddeus Young   | Bulls de Chicago      |

### Joueurs non retenus au training camp
Liste des joueurs non retenus pour commencer la saison NBA.
| Joueur         |
| -------------- |
| Amida Brimah   |
| JaKeenan Gant  |
| Stephan Hicks  |
| Walt Lemon Jr. |
| C. J. Wilcox   |

## Situation à la fin de saison

### Joueurs "agents libres"
| Joueur          | Fin de saison         |
| --------------- | --------------------- |
| Brian Bowen     | Agent libre restreint |
| Justin Holiday  | Agent libre           |
| Alize Johnson   | Agent libre restreint |
| Naz Mitrou-Long | Agent libre restreint |
| JaKarr Sampson  | Agent libre           |